# (22709) 1998 RR73
1998 RR73 (asteroide n.º 22709) es un asteroide de la cinturón principal. Posee una excentricidad de 0.14538600 y una inclinación orbital de 13.23912º.
Este asteroide fue descubierto el 14 de septiembre de 1998 por LINEAR en Socorro.